# 딩카어
딩카어(Dinka)는 남수단과 수단에 사는 딩카족이 쓰는 나일계 언어이다. 다양한 방언이 연속체를 이룬다. 현지에서는 "투엉장"(Thuɔŋjäŋ, Thoŋ ë Jieng) 또는 간단히 "장"(Jieng)이라는 이름으로 통한다. 사용인구는 약 420만 명이며, 로마자를 사용하여 표기한다.
가장 비슷한 언어는 누에르족이 말하는 누에르어이며, 루오어와도 가까운 관계에 있다. 어휘는 누비아어와도 연관성을 보이는데 과거 딩카족이 알로디아 왕국과 교류한 흔적일 수도 있다.
에스놀로그에서는 북동부 방언, 북서부 방언, 남중부 방언, 남동부 방언, 남서부 방언으로 세분하고 있다.

## 같이 보기
- 딩카인
- 나일어족
- 딩카어 위키백과

1. ↑  Beswick, Stephanie (2004). 《Sudan's Blood Memory》. University of Rochester. ISBN 1580462316.